# Épisodes de Frankenstein Code
Cet article présente le guide des épisodes de la série télévisée américaine Frankenstein Code.

## Généralités
- Aux États-Unis, la série a été diffusée du 13 janvier 2016 au 25 mars 2016 sur le réseau Fox.

## Distribution

### Acteurs principaux
- Robert Kazinsky (VF : Alexis Victor) : Jimmy Pritchard
- Dilshad Vadsaria (VF : Noémie Orphelin) : Mary Goodwin, sœur jumelle d'Otto
- Adhir Kalyan (VF : Hervé Rey) : Otto Goodwin, frère jumeau de Mary
- Ciara Bravo (VF : Lisa Caruso) : Gracie Pritchard
- Tim DeKay (VF : Pierre Tessier) : Duval Pritchard, fils de Jimmy et agent du FBI
- Vanessa Lengies (VF : Caroline Victoria) : Alexa, assistante de Mary

### Acteurs récurrents et invités
- Philip Baker Hall : Ray Pritchard
- Amanda Detmer (VF : Ninou Fratellini) : Helen, fille de Jimmy
- Scott Menville (VF : Pascal Grull) : Arthur (voix), l'ordinateur des Goodwin
- Rod Hallett : Hart Watkins
- Adan Canto (VF : Stéphane Fourreau) : Connor Graff

## Épisodes

### Épisode 1:Renaissance
- États-Unis : 13 janvier 2016 sur Fox[1]
- France : 
  - 1er mai 2017 sur 6ter[2]
  - 31 décembre 2017 sur M6[3]

- États-Unis : 4,71 millions de téléspectateurs[4] (première diffusion)

- Philip Baker Hall (Old Man Pritchard)
- Amanda Detmer (Helen Pritchard)
- Derek Webster (Strayburn)
- Rod Hallet (Hart Hawkins)
- Nicky Whelan (Bettina)
- John McIntoch (Agent Bech)
- Adam Dietrich (Jittery Burglar)
- Daniel Duque-Estrada (Dealer)
- Maggie Parks (Lululemon #1)
- Piers Morgan (Piers Morgan)

L'ancien shérif Pritchard, retraité depuis une accusation de falcification de preuves, jongle entre alcool, médicaments et prostituées. Son fils, agent du FBI, enquête sur une affaire depuis 1 an sans succès et subit les reproches de son père qui ne comprend pas les méthodes d'aujourd'hui. 
Un soir alors que Pritchard sénior retourne dans son ancienne maison, il surprend deux hommes venus fouiller les dossiers de son fils. Les cambrioleurs le jettent du haut d'un pont, faisant passer le meurtre pour un suicide. 

### Épisode 2:Les Liens du sang
- États-Unis : 20 janvier 2016 sur Fox
- France : 
  - 2 mai 2017 sur 6ter
  - 31 décembre 2017 sur M6[3]

- États-Unis : 3,75 millions de téléspectateurs[5] (première diffusion)

- Philip Baker Hall (Old Man Pritchard)
- Amanda Detmer (Helen Pritchard)
- Diana Bang (Emma)
- Kevin O'Grady (Stax)
- Benjamin Rogers (Hume)
- Carmen Moore (Agent Sue Adair)
- Karly Warkentin (Beth)
- Kennedi Clements (en) (Lisa)
- Greg Chan (Peng)

En ramenant James, Mary et Otto ont créé un black-out qui a permis l'évasion de trois prisonniers.

### Épisode 3:L'Ombre du père
- États-Unis : 29 janvier 2016 sur Fox
- France : 
  - 8 mai 2017 sur 6ter
  - 6 janvier 2018 sur M6[6]

- États-Unis : 2,15 millions de téléspectateurs[7] (première diffusion)

- Amanda Detmer (Helen Pritchard)
- Adam DiMarco (Asher Davis)
- Martin Donovan (Duke Davis)
- Jenna Romanin (Bobbi Sena)

Six manifestants sont assassinés à la hache devant l'entreprise de Duke Davis. Trois lettres sont gravées sur leur front D, F et S.

### Épisode 4:Le Génie du mal
- États-Unis : 5 février 2016 sur Fox
- France : 
  - 9 mai 2017 sur 6ter
  - 7 janvier 2018 sur M6[8]

- États-Unis : 2,2 millions de téléspectateurs[9] (première diffusion)

- Philip Baker Hall (Old Man Pritchard)
- Amanda Detmer (Helen Pritchard)
- Carmen Moore (Agent Sue Adair)
- Robyn Edwards (FBI Agent)
- Kathleen Munroe (Liz Kenyon)
- Henri Lubatti (Emile)
- Chad Riley (Carl Trask)
- Haigan Day (Margo Mallory)
- Ty Wood (Liam)
- Kevin Tran (Babar Qureshi)

Duval est sous le choc après que la vérité sur James soit révélée.

### Épisode 5:Cobra 9
- États-Unis : 12 février 2016 sur Fox
- France : 
  - 15 mai 2017 sur 6ter
  - 7 janvier 2018 sur M6[8]

- États-Unis : 2,13 millions de téléspectateurs[10] (première diffusion)

- Philip Baker Hall (Old Man Pritchard)
- Carmen Moore (Sue Adair)
- Chris Cope (Young Pritchard)
- Greg Chan (Peng)
- Preston Vanderslice (Malcolm Sprague)
- Natalie Grace (Kelly Crane)
- Alex Rose (Cranston)
- Sean Carey (Dr Pearson)
- Mig Macario (Charlie)
- Steve Baran (Garodnick)
- Jeff Gladstone (Stritzke)
- Ryan Beil (Alan Zedmore)
- Mark Gash (Dr Lee)

Mary va à une interview pour LOOKINGLASS, après trois ans sans nouvelles innovations, ils lancent le tout nouveau système d'exploitation Cobra9.
Mais en plein direct, elle est questionnée sur son cancer, l'info a fuité, il ne lui reste que 6 mois à vivre.
Plus tard, Mary est inscrite sur la dead pool mais quelqu'un mise gros sur le fait qu'elle meurt aujourd'hui. 

### Épisode 6:Métamorphose
- États-Unis : 19 février 2016 sur Fox
- France : 
  - 16 mai 2017 sur 6ter
  - 13 janvier 2018 sur M6[11]

- États-Unis : 1,98 million de téléspectateurs[12] (première diffusion)

- Taylor Cole (Jilly)
- Amanda Detmer (Helen Pritchard)
- Robyn Edwards (Female FBI Agent)
- Alison Araya (Gloria Mundy)
- Rick Peters (Dr Pete Lesuer)
- Joseph Gatt (Caleb)
- Michael Koras (Uxor)
- Chenai Austin (Maddie)
- Paolo Maiolo (King County Deputy)

Jilly, une escort girl, se réveille attachée sur une table d'opération. Elle parvient à se défaire de ses liens et court pour fuir ses ravisseurs. Elle raconte que ce sont des monstres qui l'ont enlevée.
Mary guérit, le sang de James la soigne.

### Épisode 7:Une blessure secrète
- États-Unis : 26 février 2016 sur Fox
- France : 
  - 22 mai 2017 sur 6ter
  - 14 janvier 2018 sur M6

- États-Unis : 1,778 million de téléspectateurs[13] (première diffusion)

- Amanda Detmer (Helen Pritchard)
- Carmen Moore (Sue Adair)
- Breckin Meyer (Wally Luskin)
- Daniel Buran (Jasper)
- Michael Rogers (Mellenburg)
- Stephen Spender (Carson)
- Trevor Carroll (Benji)
- Dean Redman (C.O. Biggs)
- Francis Xavier McCarthy (George)
- Jia Bains (Young Mary Goodwin)
- Amaree Samnani (Young Otto Goodwin)
- Parm Soor (Father Goodwin)
- Camillia Mahal (Mother Goodwin)

James revient très alcoolisé d'une soirée poker.
Alexa l'aide à regagner sa chambre et découvre la cuve où James se régénère. Elle en profite pour voler le code d'Otto et l'envoie à Connor.
Helen présente à "ses frères" Wally, un ancien petit ami du lycée que le shérif avait malmené.
Duval demande à James d'être gentil avec lui car il a la fâcheuse tendance à faire fuir les copains d'Helen, mais James décide de le suivre car il pense qu'il cache quelque chose.

### Épisode 8:Erreur de vieillesse
- États-Unis : 4 mars 2016 sur Fox
- France : 
  - 23 mai 2017 sur 6ter
  - 14 janvier 2018 sur M6

- États-Unis : 2,158 millions de téléspectateurs[14] (première diffusion)

- Amanda Detmer (Helen Pritchard)
- Philip Baker Hall (Old Man Pritchard)
- Diana Bang (Emma Peng)
- Carmen Moore (Agent in Charge Sue Adair)
- Robyn Edwards (FBI Agent)
- Mädchen Amick (Joan Solodar)
- Leonard Roberts (Lenny)
- Leo Primerano (Reese)
- Cesar Ventura (Pablo)
- J. Douglas Stewart (Joan's Lawyer)
- Alvin Sanders (Uncle Jack)
- Jesse Irving (Garret)
- Tyler James Noble (Cop)
- Maxwell Yip (Doorman)

Une guerre des gangs fait rage dans les rues de la ville et tue deux innocents.
James dit à Duval que c'est de sa faute.
À l'époque, il a couvert le meurtre du plus gros dealer d'héroïne de Seattle.
En effet, la petite amie de ce dernier était l'indic de James, Joan Solodar, et avait dit à James qu'elle l'avait tué parce qu'il avait découvert son double jeu, et allait la faire disparaitre.

### Épisode 9:Faux départ
- États-Unis : 11 mars 2016 sur Fox
- France : 29 mai 2017 sur 6ter

- États-Unis : 1,878 million de téléspectateurs[15] (première diffusion)

- Diana Bang (Emma Peng)
- Carmen Moore (Sue Adair)
- Doron Bell (FBI Agent #1)
- Alison Araya (Gloria Mundy)
- Adan Canto (Connor Graff)
- Francis Xavier McCarthy (George)
- Jesse Irving (Garrett)
- Scott Menville (Arthur)
- Steve Bacic (Bennet)
- Shaker Paleja (Keslow)
- Cindy Piper (Huan)
- Kerry O'Malley (Betty)

La famille Moy, est massacrée par un homme qui est entré et reparti par la fenêtre de l'appartement situé au 3e étage.
Le code qu'Alexa a volé n'est pas suffisant pour que les chercheurs de Connor trouvent comment Otto a ramené Pritchard.

### Épisode 10:Le Précurseur
- États-Unis : 18 mars 2016 sur Fox
- France : 29 mai 2017 sur 6ter

- États-Unis : 1,909 million de téléspectateurs[16] (première diffusion)

- Amanda Detmer (Helen Pritchard)
- Carmen Moore (Sue Adair)
- Robyn Edwards (Female FBI Agent)
- Adan Canto (Connor Graff)
- Francis Xavier McCarthy (George)
- Jesse Irving (Garrett)
- Scott Menville (Arthur)
- Steve Bacic (Bennet)
- Shaker Paleja (Keslow)
- Chih-Ping Cheng (Albert Lin)

Sue Adair est tuée après avoir découvert que l'ADN d'Albert Lin est transgénique comme celui de James.
Le serveur du FBI est piraté pour falsifier les résultats ADN, pour les faire passer de "transgénique" à "traces de PCP"
James confronte Otto à propos d'Albert puisqu'il est le seul à pouvoir ramener les gens à la vie, ce qui engendre une dispute entre Mary et Otto.
Plus tard Otto va voir Connor, et le menace avec une arme d'avoir volé son travail. À cause de lui, Mary le déteste.

### Épisode 11:Face au temps
- États-Unis : 25 mars 2016 sur Fox
- France : 29 mai 2017 sur 6ter

- États-Unis : 2,088 millions de téléspectateurs[17] (première diffusion)

- Diana Bang (Emma Peng)
- Carmen Moore (Sue Adair)
- Adan Canto (Connor Graff)
- Jesse Irving (Garrett)
- Scott Menville (Arthur)
- Steve Bacic (Bennet)
- Shaker Paleja (Keslow)
- Chih-Ping Cheng (Albert Lin)

Connor détient Gracie et commence les tests sur elle avec l'aide d'Otto.
James aide Duval à fuir le FBI.